# Argensola (revista)
Argensola és una revista acadèmica publicada cada trimestre o cada semestre des del 1950 per l'Instituto de Estudios Altoaragoneses (anteriorment conegut com a Instituto de Estudios Oscenses), amb una pausa entre el 1968 i el 1974. Se centra en la història, la història de l'art, el patrimoni cultural i les ciències socials de l'Alt Aragó, amb articles signats per alguns dels principals erudits en la matèria. A finals del 2020 se n'havien publicat 129 números.